# Blechnum discolor
Blechnum discolor är en kambräkenväxtart som först beskrevs av Georg Forster, och fick sitt nu gällande namn av Keys. Blechnum discolor ingår i släktet Blechnum och familjen Blechnaceae. Inga underarter finns listade.

## Bildgalleri

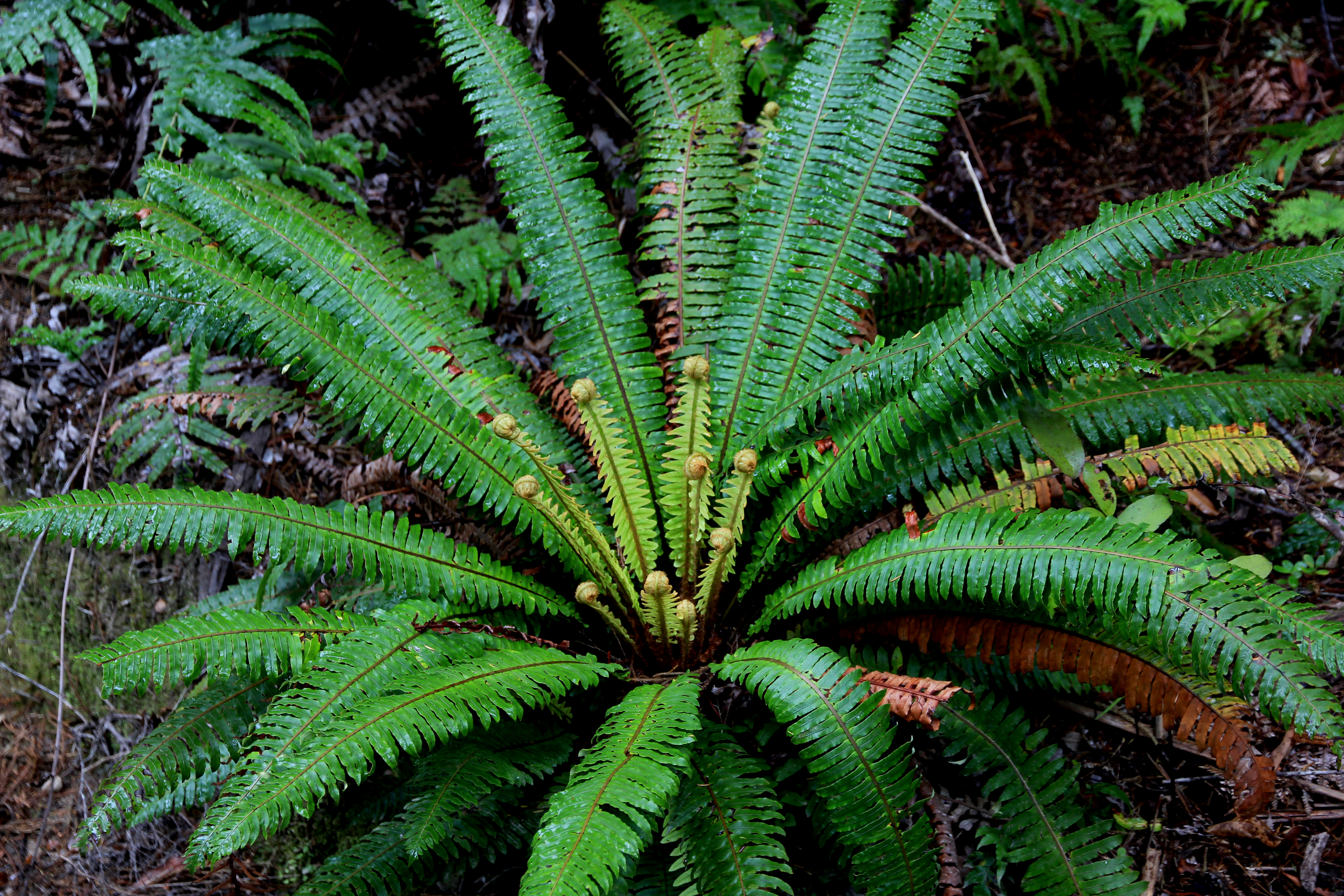
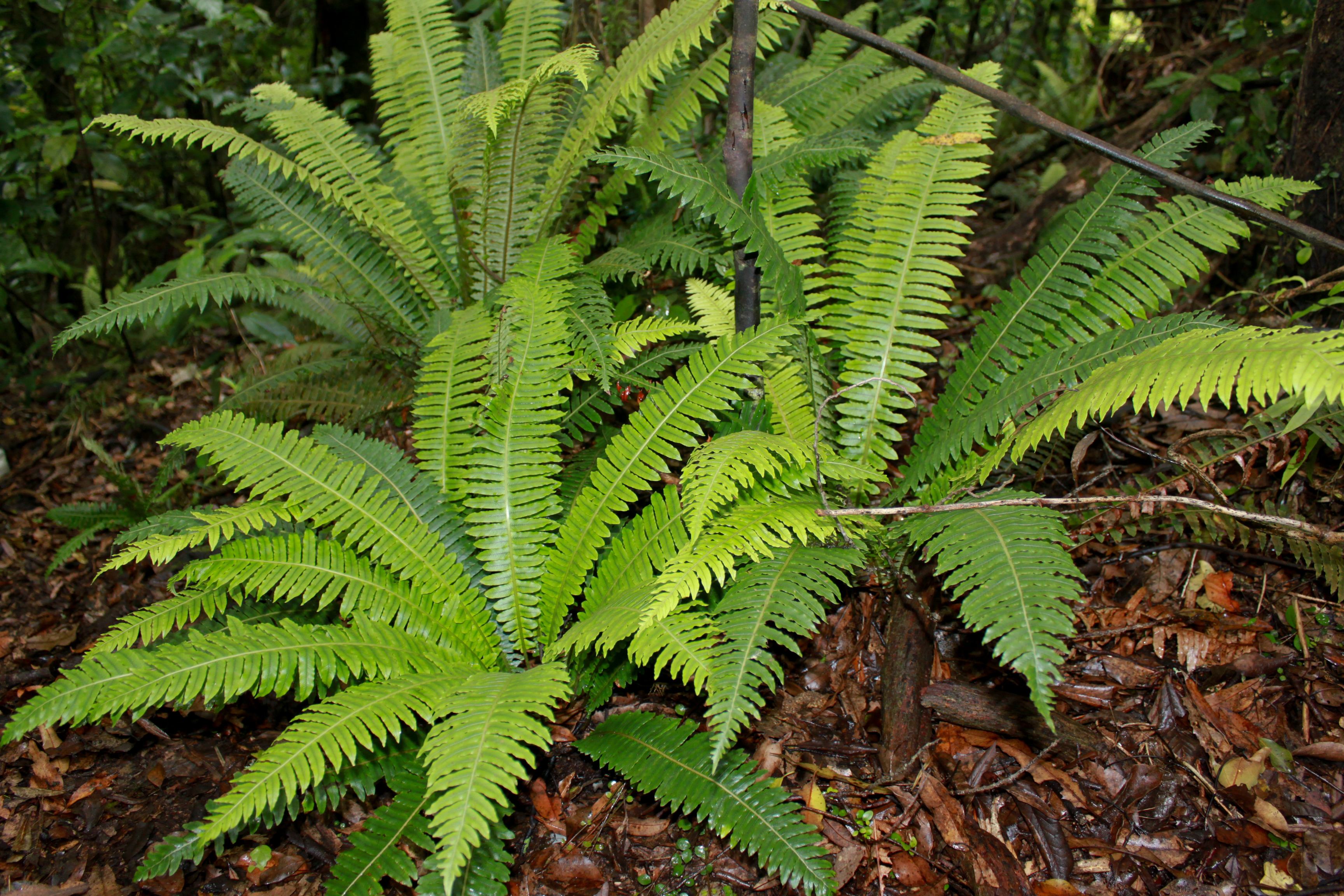
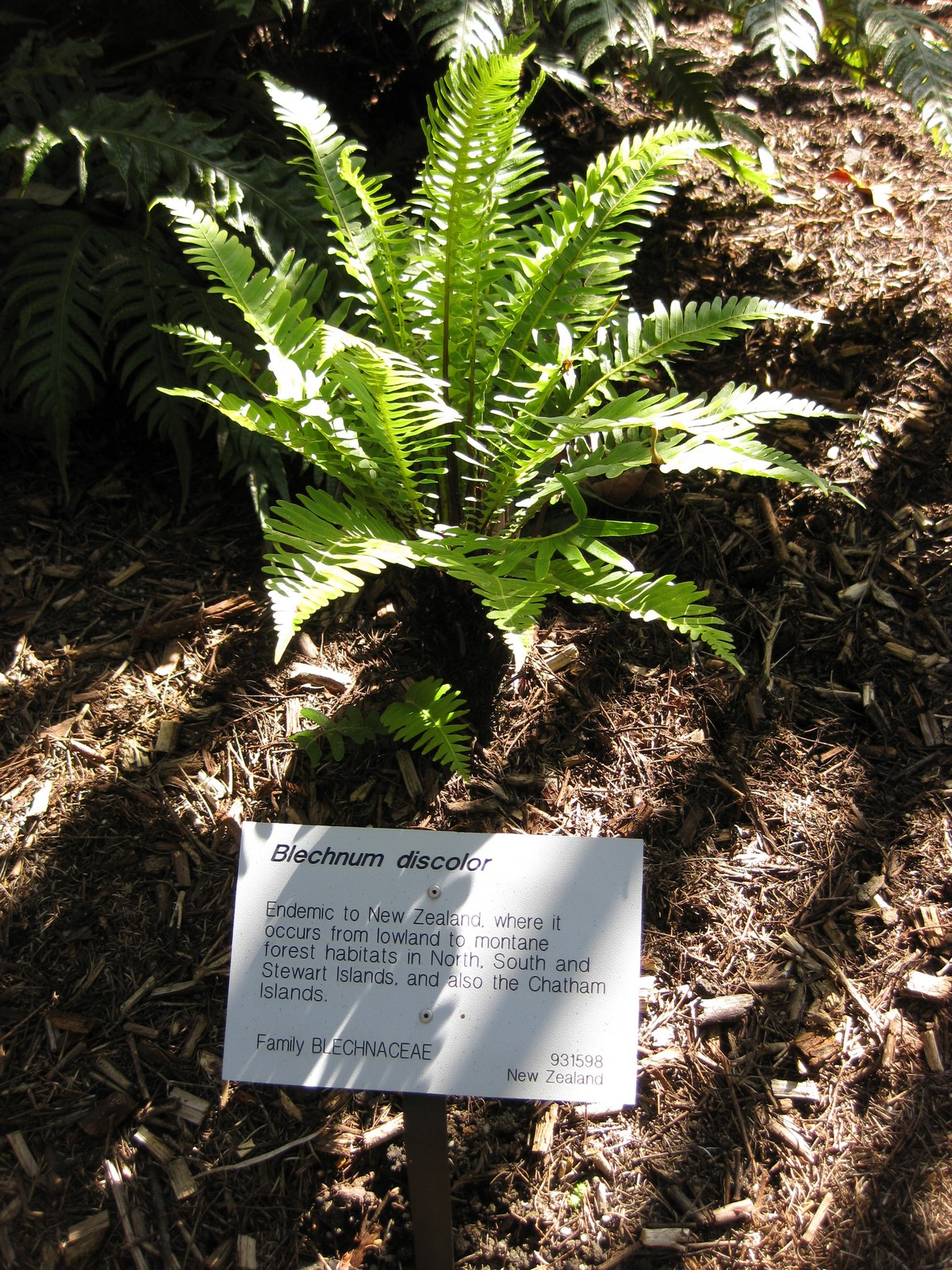
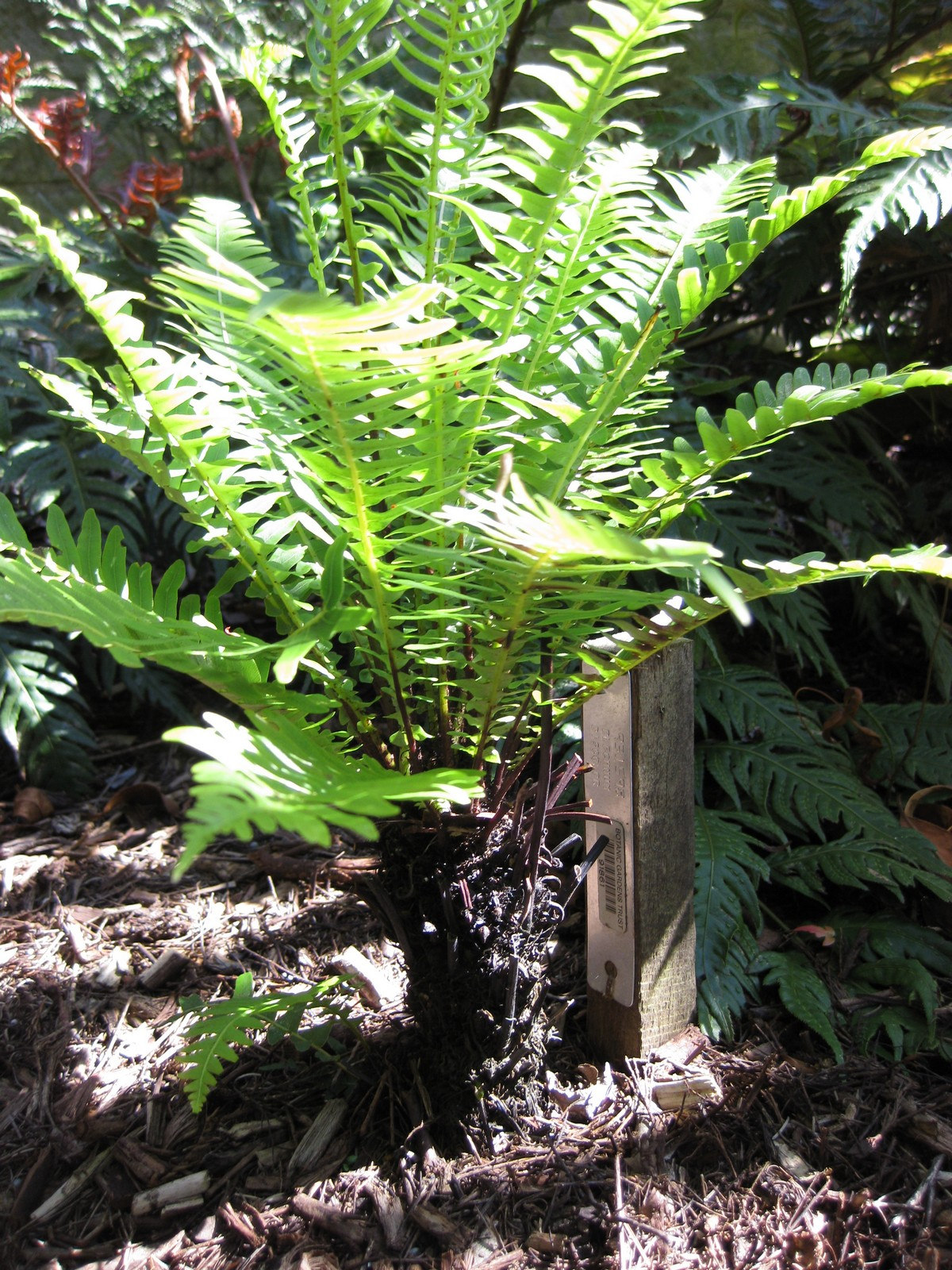